# Адолламская пещера
Адолламская пещера (Одолламская) — упоминаемая в ветхозаветной Книге Самуила (Книги Царств) палестинская пещера громадных размеров, просторное убежище более чем для 400 человек (1Цар. 22:1, 2), вблизи города Адоллама (Одоллама), в которой скрылся Давид, бежавший от гефского царя Анхуса .
Согласно энциклопедии «Британика», в библейском тексте место упоминается ещё раз, — там, где синодальный перевод приводит слово «крепость» («И услышал Давид и пошёл в крепость»; 2Цар. 5:17), и, следовательно, значение «пещера» — ошибка писца.

## Местонахождение
Туристам показывают эту пещеру, весьма неровную, извилистую и столь обширную, что в извилинах легко могут скрыться до 400 человек, как то и было с Давидом и его иноплеменными спутниками (1Цар. 22:1); но, по словам восточных монахов, Адолламская пещера примыкала к стране Моавитской и была расположена между скалистыми горами, которых тянется очень много по направлению к Мёртвому морю.

## Отражение в культуре и политике
Термин «Адолламская пещера» использовался политическими комментаторами в отношении любой небольшой группы, удалённой от власти, но планировавшей вернуться.
Так, в историческом романе Вальтера Скотта «Уэверли» (1814), когда во время восстания якобитов в 1745 году в Англии якобитский барон Брэдуордин приветствует скудных новобранцев, отмечая, что они очень похожи на спутников Давида в Адолламской пещере. Это выражение употребляет другой скоттовский персонаж — лорд Бальфур из Берли в романе «Пуритане» (1816).
Отсюда выражение «адулламиты» — вошедшее в обиход после его использования в речи Джона Брайта 13 марта 1866 года, во время дебатов по поводу билля о реформе, в отношении независимой позиции Роберта Лоу (лорда Шербрука), Эдвард Хорсман и их сторонники-либералы, выступающие против законопроекта о реформе 1866 года. Отпадение этой секции, которое Джон Брайт сравнил с удалением недовольных в политическую пещеру Адуллама, повлекло за собою неудачу билля о реформе и падение правительства Русселя-Гладстона. Впоследствии адулламиты опять сблизились с своими прежними единомышленниками, и в 1868 году эта фракция совершенно распалась.
Президент Авраам Линкольн использовал выражение в своей второй избирательной кампании (1864 год).